# 蒼井のぞみ
蒼井 のぞみ（あおい のぞみ、1981年10月8日 - ）は、日本の舞台女優、声優。フリー。長崎県出身。血液型はB型。

## 経歴
九州大谷短期大学日本語コミュニケーション学科演劇放送コース卒業、文学座附属演劇研究所卒業、プロ・フィット声優養成所卒業。
以前はオフィスもりに所属していたが、現在はフリー。

## 出演作品

### テレビアニメ
- 狼と香辛料II（村人）
- PERSONA -trinity soul-（少年）
- 名探偵コナン（店員）

### OVA
- 少女革命ウテナDVDBOX 前巻（女学生 他）

### ゲーム
- ガンダムアサルトサヴァイブ（カスタムパイロット）

### ドラマ
- NHK土曜ドラマスペシャル『蝶々さん〜最後の武士の娘〜』（仲居役）

### CM
- GA文庫 神曲奏界ポリフォニカ（ナレーション）
- 厚木市荻野運動公園（ナレーション）
- 調布FM 京王閣競輪

### 舞台
2000年
- 『AND ONE -無言館をたずねて-』
- 『影』（王女ルイーザ役）
- 『蓮如－くにを求めて－』（順誓役）
- 『十二夜』（ヴァイオラ役） 演出：五十嵐康治

2002年
- 『わが町』（レベッカ役）
- 『俳優としての逆説』
- 『女の一生』（1幕布引けい役） 演出：戌井市郎

2003年
- 『ヒネミ』（ヒネミ役） 演出：藤原新平

2004年
- 3LDKプロデュース公演『QOL－クオリィ・オブ・ライフ－』（主演・高梨美咲）
- 演劇ユニットジーモ・コーヨ！『WHY?WHY??WHY???』（佐山美奈子）

2005年
- スペースカミカゼ『ウエスタン大作戦』（ボス）
- 劇団ザ・スカーフェイス第10回公演『連想ゲーム』（田中桃）
- 劇団ジーモ・コーヨ第4回公演『The best pertner-ボクの気持ちわかりますか-』（城之内沙耶）
- プロツーカンパニー『もうひとつのグラウンド・ゼロ』長崎弁方言指導

2006年
- 3LDKプロデュース公演『おい!オヤジ。』（矢島恵理子役）
- グループ虎＋現代制作舎プロデュース公演昭和傑作戯曲選 Vol.VI 『ゲゲゲのげ』（多田七恵/山童）

2008年
- 3LDKプロデュース公演『ホテル the 寿』（梅宮ゆかり）
- 3LDKプロデュース公演『止むに止まれず！』（鈴原瞳）

2009年
- 3LDKプロデュース公演『僕たちの町は一ヶ月後ダムに沈む』（羽田由紀恵）

### 映画
- 『ライカ』（2005年）
- 『フローズンライフ』（柿沼玲奈役/2007年）

### その他
- 大河ドラマ『龍馬伝』長崎ことば指導
- NHK土曜ドラマスペシャル『蝶々さん〜最後の武士の娘〜』長崎ことば指導
- 広島教販 道徳用読み物『想いとどけて』全編ナレーション